# John Bouland
John Bouland (falecido em 1 de dezembro de 1400) foi um cónego de Windsor de 1381 a 1400 e arquidiácono de São Davi de 1388.

## Carreira
Ele foi nomeado:
- Reitor de Artureth, 1361
- Prebendário da Catedral de Lichfield, 1386
- Arquidiácono de São Davi 1388

Ele foi nomeado para a segunda bancada na Capela de São Jorge, Castelo de Windsor em 1381, e manteve-se na bancada até 1400.